# Ebenöde
Die Ebenöde ist ein Berg mit einer Höhe von 237,1 m ü. NN in Vlotho. Der direkt an der Weser gelegene Berg dominiert zusammen mit dem Steinberg und dem Amtshausberg das nördliche Stadtpanorama.  Der Berg liegt im Norden der Stadt Vlotho und im Norden des Ortsteils Vlotho im Grenzgebiet von Vlotho zur früheren Bauerschaft Oberbecksen, einem Stadtteil von Bad Oeynhausen. Er gehört naturräumlich zum Weserbergland bzw. zu den Lipper Bergen. Südöstlich liegen als Ausläufer der Ebenöde der Amtshausberg und nordwestlich der Steinberg.
Zu Zeiten der von Heinrich von Oldenburg um 1250 erbauten Burg Vlotho wurde die Ebenöde zu deren Versorgung landwirtschaftlich genutzt. Westlich der Burgruine ist ein „Schwedenschanze“ genanntes Gelände mit Resten von Wallanlagen zu finden. Mit den Schweden hat die nach Ansicht von Fachleuten frühmittelalterliche Wallburg nichts zu tun. Ausgrabungen haben bisher noch nicht stattgefunden, so dass noch viele Fragen auf Antworten warten.
Grossmann bemerkt: Die… Ebenöde ist nach dem II. Weltkriege [von Vlotho] vom Kreis Herford angekauft worden, der hier von 1951 – 1954 27 ha aufforsten ließ. Damit entstand eines der Erholungsgebiete im Kreise. Im August 1947 wurde der Grundstein für das Kreis eigene Kinderkurheim… Vlotho-Ebenöde gelegt. Es diente als Ersatz für das nicht mehr zugängliche auf der Insel Rügen in der damaligen sowjetischen Besatzungszone.
Um 1995 wurde das Kinderkurheim geschlossen; eine privat betriebene sozialtherapeutische Pflegefacheinrichtung für ältere Menschen, das Betreuungszentrum Ebenöde, übernahm Gelände und Gebäude. 2007 wechselte der Träger. Die Einrichtung für die Betreuung alter Menschen mit eingeschränkter Alltagskompetenz, wie sie beschrieben wird, ist heute als Burgstift Vlotho bekannt. Wurde früher vom Kinderkurheim kurz als von „der Ebenöde“ gesprochen, gilt das heute ebenso für das Betreuungszentrum auch unter der aktuellen Trägerschaft.